# Strandskogen
Strandskogen är en bebyggelse i Glömminge socken i Mörbylånga kommun i Kalmar län, belägen på västra Öland cirka sju kilometer norr om Färjestaden. Fram till 2015 avgränsade SCB bebyggelsen till en separat småort för att därefter räkna den som en del av tätorten Glömminge och Strandskogen.

## Befolkningsutveckling
| Befolkningsutvecklingen i Strandskogen 1990–2015                                            | Befolkningsutvecklingen i Strandskogen 1990–2015 | Befolkningsutvecklingen i Strandskogen 1990–2015 | Befolkningsutvecklingen i Strandskogen 1990–2015 | Befolkningsutvecklingen i Strandskogen 1990–2015 |
| ------------------------------------------------------------------------------------------- | ------------------------------------------------ | ------------------------------------------------ | ------------------------------------------------ | ------------------------------------------------ |
|                                                                                             |                                                  |                                                  |                                                  |                                                  |
| År                                                                                          |                                                  |                                                  | Folkmängd                                        | Areal (ha)                                       |
| 1990                                                                                        | 1990                                             |                                                  | 58                                               | 10#                                              |
| 1995                                                                                        | 1995                                             |                                                  | 56                                               | 11#                                              |
| 2000                                                                                        | 2000                                             |                                                  | 57                                               | 11#                                              |
| 2005                                                                                        | 2005                                             |                                                  | 65                                               | 15#                                              |
| 2010                                                                                        | 2010                                             |                                                  | 54                                               | 15#                                              |
| Anm.: Kallades "Mörbylånga:4" 1990. uppgick 2015 i Glömminge och Strandskogen # Som småort. |                                                  |                                                  |                                                  |                                                  |